# 배뱅이굿 (영화)
"배뱅이굿"은 한국에서 제작된 양주남 감독의 1957년 영화이다. 조미령 등이 주연으로 출연하였고 김보철 등이 제작에 참여하였다.

## 출연

### 주연
- 조미령
- 이은관
- 석금성

## 기타
- 조명: 고해진
- 녹음: 최칠복
- 미술: 임명선